# Cưỡi ngựa tại Thế vận hội Mùa hè 2008
Giải cưỡi ngựa tại Thế vận hội Mùa hè 2008 diễn ra từ ngày 9 đến ngày 21 tháng 8 năm 2008 tại Hồng Kông.

## Xếp hạng theo quốc gia
| 1    | Đức (GER)       | 3 | 1 | 1 | 5  |
| 2    | Hoa Kỳ (USA)    | 1 | 1 | 1 | 3  |
| 3    | Canada (CAN)    | 1 | 1 | 0 | 2  |
| 3    | Hà Lan (NED)    | 1 | 1 | 0 | 2  |
| 5    | Úc (AUS)        | 0 | 1 | 0 | 1  |
| 5    | Thụy Điển (SWE) | 0 | 1 | 0 | 1  |
| 7    | Anh Quốc (GBR)  | 0 | 0 | 2 | 2  |
| 8    | Đan Mạch (DEN)  | 0 | 0 | 1 | 1  |
| 8    | Na Uy (NOR)     | 0 | 0 | 1 | 1  |
| Tổng | Tổng            | 6 | 6 | 6 | 18 |

## Bảng huy chương
| Nội dung                 | Vàng | Bạc | Đồng |
| ------------------------ | --- | --- | --- |
| Điều khiển ngựa cá nhân  | Anky van Grunsven với Salinero · Hà Lan | Isabell Werth với Satchmo · Đức | Heike Kemmer với Bonaparte · Đức |
| Điều khiển ngựa đồng đội | Đức (GER) · Heike Kemmer với Bonaparte · Nadine Capellmann với Elvis Va · Isabell Werth với Satchmo                                                                            | Hà Lan (NED) · Hans Peter Minderhoud với Nadine · Imke Schellekens-Bartels với Sunrise · Anky van Grunsven với Salinero                                                                   | Đan Mạch (DEN) · Anne van Olst với Clearwater · Công chúa Nathalie của Sayn-Wittgenstein-Berleburg với Digby · Andreas Helgstrand với Don Schufro                                    |
| Nhảy ngựa cá nhân        | Eric Lamaze với Hickstead · Canada | Rolf-Göran Bengtsson với Ninja · Thụy Điển | Beezie Madden với Authentic · Hoa Kỳ |
| Nhảy ngựa đồng đội       | Hoa Kỳ (USA) · McLain Ward với Sapphire · Laura Kraut với Cedric · Will Simpson với Carlsson vom Dach · Beezie Madden với Authentic                                            | Canada (CAN) · Jill Henselwood với Special Ed · Eric Lamaze với Hickstead · Ian Millar với In Style · Mac Cone với Ole                                                                    | Na Uy (NOR) · Stein Endresen với Le Beau · Morten Djupvik với Casino · Geir Gulliksen với Cattani · Tony Andre Hansen với Camiro                                                     |
| Đua ngựa cá nhân         | Hinrich Romeike với Marius · Đức | Gina Miles với McKinlaigh · Hoa Kỳ | Kristina Cook với Miners Frolic · Anh Quốc |
| Đua ngựa đồng đội        | Đức (GER) · Peter Thomsen với The Ghost of Hamish · Frank Ostholt với Mr. Medicott · Andreas Dibowski với Butts Leon · Ingrid Klimke với Abraxxas · Hinrich Romeike với Marius | Úc (AUS) · Shane Rose với All Luck · Sonja Johnson với Ringwould Jaguar · Lucinda Fredericks với Headley Britannia · Clayton Fredericks với Ben Along Time · Megan Jones với Irish Jester | Anh Quốc (GBR) · Sharon Hunt với Tankers Town · Daisy Dick với Spring Along · William Fox-Pitt với Parkmore Ed · Kristina Cook với Miners Frolic · Mary King với Call Again Cavalier |